# Torkil
Torkil (w języku staronordyjskim Thor - grom i kel - ołtarz lub kil - hełm) – nordyckie imię męskie. Imieniny 12 listopada.